# 绉缎
绉缎，一种丝织物，以经丝为平丝，强捻丝为纬丝，二左二右排列，采用缎纹组织交织。绉缎分为花绉缎、素绉缎两种。绉缎的原料一般为桑蚕丝。素绉缎一般用五枚缎纹组织，而花绉缎则以正反五枚缎纹或八枚缎纹组织作为花地组织。绉缎手感柔软，抗皱性好。